# Melchior Barthel

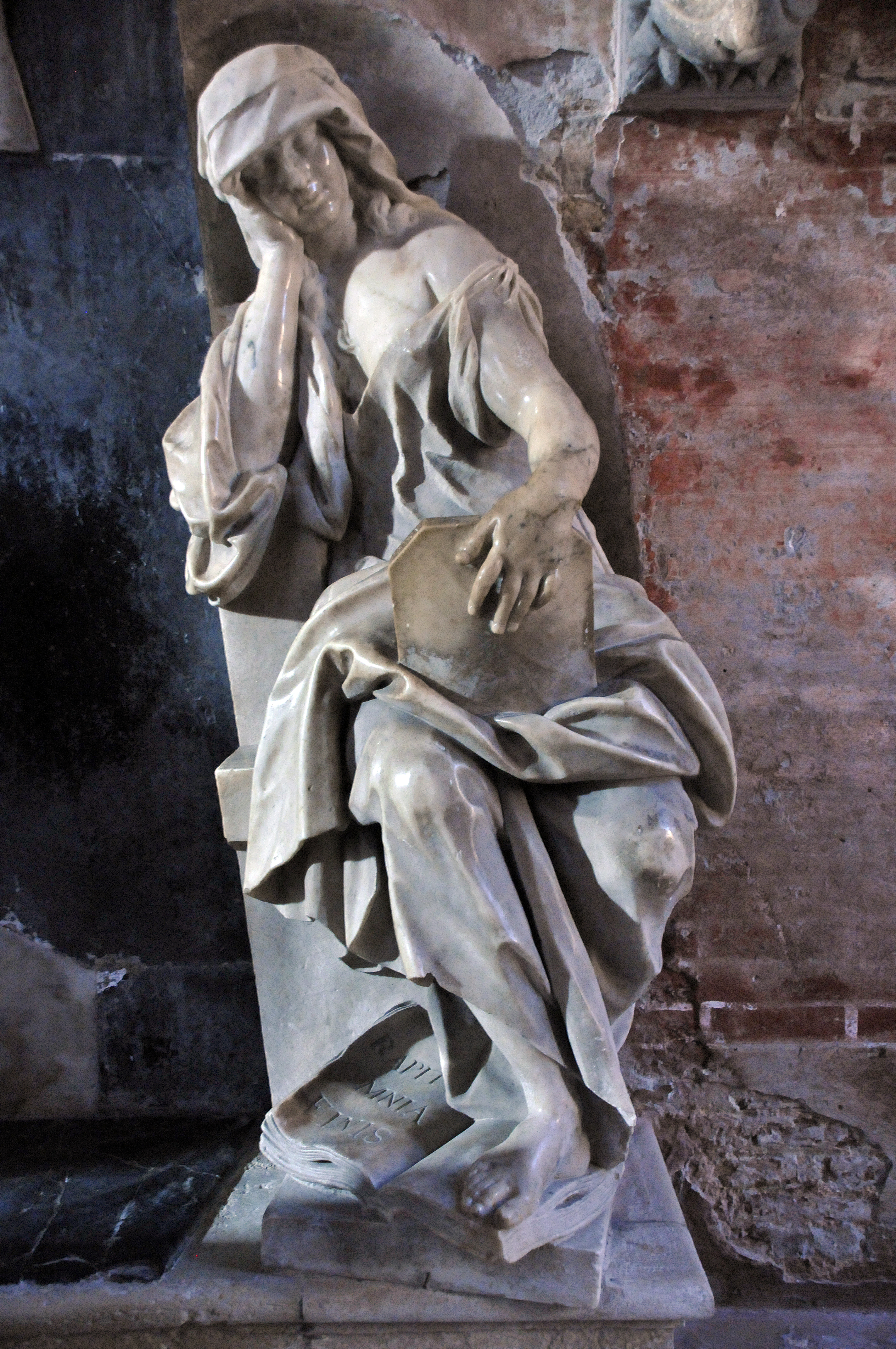
Melancolia per il cenotafio di Melchiorre Lanza, Santi Giovanni e Paolo

Melchior Barthel (Dresda, 10 dicembre 1625 – Dresda, 12 novembre 1672) è stato uno scultore tedesco.

## Biografia
Nacque da Hieronymus, uno scultore attivo in Sassonia, e Barbara Pöllmann. Iniziò il suo apprendistato con il padre, alla morte di questi lo continuò con Johann Böhme a Schneeberg. Nel 1645 iniziò le sue peregrinazioni, che lo portarono a Ratisbona, Passau e Ulm, Tre anni dopo giunse a Roma, dove acquisì i modi vagamente berniniani, e dopo due anni si trasferì a Venezia. Qui visse e lavorò per 17 anni con un discreto successo a giudicare dalle committenze ricevute. Collaborò alla tomba del Doge Pesaro ai Frari e alla Cappella Vendramin a San Pietro di Castello, eseguì la statua di Giovanni Battista agli Scalzi, una Maria Maddalena per San Michele in Isola e la Melancolia per il cenotafio di Melchiorre Lanza ai Santi Giovanni e Paolo. Nel 1670 tornò a Dresda dove divenne scultore di corte del principe elettore Johann Georg II ma presto morì. Di questo periodo si conservano alcuni avori al Grünes Gewölbes.